# 白川莉紗
白川 莉紗（しらかわ りさ、1983年12月16日 - ）は、日本のAV女優。
身長：177cm。スリーサイズ：B92・W60・H100。血液型：AB型。
現在の名義以外に『白川利沙』『白川リサ』など様々な名義での出演作がある。

## 人物
- 趣味：音楽鑑賞
- 特技：スキー・スノーボード

## 略歴
- 2008年にAVデビュー。

## 作品

### アダルトビデオ
2009年
- 『MEGA WOMAN 177cm 白川リサ』 (4月25日、しのだプロジェクト)
- 『巨尻妻 白川莉紗』 (5月1日、映天)
- 『巨女看守とチビ男』 (6月20日、STAR PARADISE)
- 『S級人妻 りさ』 (7月17日、なでしこ)
- 『身長177cm 高身長バレーボール選手 白川リサのビーチバレー』 (7月23日、ROCKET)
- 『高身長全裸ビーチバレー』 (8月20日、ROCKET)
- 『エロい美熟女の巨尻誘惑 白川莉紗』 (8月25日、マドンナ)
- 『レズビアン独身寮』 (8月25日、アンナと花子)

2010年
- 『私たち熟女のフェラチオ見てください 大人美人40人の極上テクニック』（7月23日、なでしこ）…オムニバス作品